# Simbolizam
Simbolizam (francuski: symbolisme) je umjetnički pokret 19. i početka 20. stoljeća. Po svojim glavnim osobinama blizak je romantizmu, a želio se odvojiti od naturalizma i realizma, unošenjem nesvjesnog i duhovnog.
Bio je to međunarodni pokret koji se proširio Europom, a umjetnici tog razdoblja željeli su oživjeti sadržaje proistekle iz pjesništva, mitologije i psiholoških istraživanja. Vodeću ulogu odigrali su francuski umjetnici u polemici o estetici. Simbolizam ideje crpi iz klasičnih i biblijskih mitova, srednjovjekovnih legendi i La Fontaineovih basni; taj stil bavi se egzotičnim temama i istražuje teme smrti. Slike sadrže mnoštvo pojedinosti i bogate su bojama.

## Simbolizam u književnosti
Simbolizam se razvio ponajprije u francuskoj književnosti, a najznačajnijim pretečom i utemeljiteljem simbolizma drži se Charles Baudelaire. Kao povijesno-stilska odrednica odnosi se ponajprije na posve određenu formu pjesništva, jezik kojega se definira u suprotnosti s jezikom proze. Jezik je simbolističkoga pjesništva sugestivan i teško razumljiv, s posebnim naglaskom na zvučnosti i simbolici, na štetu izravne denotacije i opisnosti. Simbolizam je obilježen „kultom ljepote” i slijedi načelo umjetnosti radi umjetnosti (larpurlartizam). Pjesnici simbolizma njegovali su ideju „čistoga pjesništva” (Stéphane Mallarmé), u kojem ritam i zvuk stiha razbijaju svakodnevna značenja upotrijebljenih riječi, pretvarajući ih u simbole kojih je značenje nedokučivo. Simbolizmu je svojstveno isticanje značaja pjesništva u otvaranju mogućnosti posebne vrste spoznaje pjesničkim simbolima. Pjesništvo omogućuje čitatelju da razumno i osjećajno spozna ono što bez njegove simboličke djelatnosti ne bi bilo poznato. Uz Mallarméa, najznačajniji su francuski simbolisti bili Arthur Rimbaud i Paul Verlaine. Simbolizam je manje ili više izrazito zastupljen i u ostalim europskim književnostima (Rainer Maria Rilke, Maurice Maeterlinck, Andrej Bjeli, Aleksander Aleksandrovič Blok, William Butler Yeats, Oscar Wilde, i dr.).

### Simbolisti
(prema godini rođenja)
| - Auguste Villiers de l'Isle-Adam (1838. – 89.) - Stéphane Mallarmé (1842. – 98.) - Paul Verlaine (1844. – 96.) - Arthur Rimbaud (1854. – 91.) - Georges Rodenbach (1855. – 98.) - Innokenty Annensky (1855. – 1909.) - Emile Verhaeren (1855. – 1916.) - Jean Moréas (1856. – 1910.) - Albert Samain (1858. – 1900.) - Rémy de Gourmont (1858. – 1915.) - Gustave Kahn (1859. – 1936.) - Albert Giraud (1860. – 1929.) - Jules Laforgue (1860. – 87.) - Rachilde (1860. – 1953.) - João da Cruz e Sousa (1861. – 1898.) - Antoni Lange (1861. – 1929.) - Paul Adam (1862. – 1920.) - Maurice Maeterlinck (1862. – 1949.) - Stuart Merrill (1863. – 1915.) - Fyodor Sologub (1863. – 1927.) - Francis Viélé-Griffin (1863. – 1937.) - Henri de Régnier (1864. – 1936.) - Albert Aurier (1865. – 1892.) | - Dmitry Merezhkovsky (1865. – 1941.) - Albert Mockel (1866. – 1945.) - Vjačeslav Ivanov (1866. – 1949.) - Konstantin Bal'mont (1867.—1942.) - Otokar Březina (1868. – 1929.) - Zinaida Gippius (1869. – 1945.) - Paul Valéry (1871. – 1945.) - Paul Fort (1872. – 1960.) - Alfred Jarry (1873. – 1907.) - Tadeusz Miciński (1873. – 1918.) - Valery Bryusov (1873. – 1924.) - Jurgis Baltrušaitis (1873. – 1944.) - Mikalojus Konstantinas Čiurlionis (1875. – 1911.) - Stanisław Korab-Brzozowski (1876. – 1901.) - Maximilian Voloshin (1877. – 1932.) - Renée Vivien (1877. – 1909.) - Josip Murn Aleksandrov (1879. – 1901.) - Émile Nelligan (1879. – 1941.) - Aleksander Aleksandrovič Blok (1880. – 1921.) - Andrej Bjeli (1880. – 1934.) - George Bacovia (1881. – 1957.) - Mateiu Caragiale (1885. – 1936.) - Dimcho Debelyanov (1887. – 1916.) |

## Simbolizam u likovnoj umjetnosti
Simbolizam u književnosti je u biti drugačiji od simbolizma u likovnoj umjetnosti, iako se oni preklapaju u više točaka. U slikarstvu, simbolizam je zapravo nastavak istih mističnih težnji u romantičarskoj tradiciji, koja podrazumijeva umjetnike kao što su: Caspar David Friedrich, Fernand Khnopff i John Henry Fuseli, te je još više povezan sa samosvjesno tamnom i intimno dekadentnom stranom ovog pokreta. 
Postojale su odvojene skupine simbolističkih slikara i kipara kao što su: Gustave Moreau, Gustav Klimt, Ferdinand Hodler, Mikalojus Konstantinas Čiurlionis, Odilon Redon, Pierre Puvis de Chavannes, Henri Fantin-Latour, Edvard Munch, Félicien Rops, i Jan Toorop. Zapravo, simbolizam u slikarstvu je imao dalekosežniji utjecaj nego u književnosti, te je imao sljedbenike u Rusiji (Mihail Vrubelj, Nicholas Roerich, Viktor Borisov-Musatov, Martiros Sarjan, Mihail Nesterov, Leon Bakst), Meksiku (Frida Kahlo), te u SAD-u (Elihu Vedder, Remedios Varo, Morris Graves i David Chetlahe Paladin). 
U kiparstvu se često Auguste Rodin smatra najistaknutijim predstavnikom premda je njegov simbolizam suptilan.
Simbolistički slikari su koristili mitološke scene i prizore iz snova kao likovni jezik duše, u potrazi za evokativnim slikama koje bi istaknule statički svijet tišine. Simboli koje su koristili ne pripadaju općoj ikonografiji, već su izrazito osobni, privatni, tajnoviti i nedokučivi. Više kao filozofija, nego umjetnički pravac, simbolizam je utjecao na aktualne pravce poput art nouveaua i Les Nabis. Istražujući snovite prizore, simbolisti su prelazili granice između vremena i drugih kultura, poput mnogih modernih i suvremenih umjetnika.

### Umjetnici
| - George Frederic Watts (1817. – 1904.) - Pierre Puvis de Chavannes (1824. – 1898.) - Gustave Moreau (1826. – 1898.) - Arnold Böcklin (1827. – 1901.) - Henri Fantin-Latour (1836. – 1904.) - Odilon Redon (1840. – 1916.) - John William Waterhouse (1849. – 1917.) - Jacek Malczewski (1854. – 1929.) - Félicien Rops (1855. – 1898.) - Mihail Vrubelj (1856. – 1910.) - Fernand Khnopff (1858. – 1921.) - Franz Stuck (1863. – 1928.) - Leon Spilliaert (1882. – 1946.) | - Ferdinand Hodler (1853. – 1918.) - Jan Toorop (1858. – 1928.) - Gustav Klimt (1862. – 1918.) - Edvard Munch (1863. – 1944.) - Lucien Lévy-Dhurmer (1865. – 1953.) - Jean Delville (1867. – 1953.) - Konstantin Bogaevsky (1872. – 1943.) - Hugo Simberg (1873. – 1917.) - Mikalojus Čiurlionis (1875. – 1911.) - Emile Bernard (1868. – 1941.) - Paul Gauguin (1848. – 1903.) - Ze'ev Raban (1890. – 1970.) |

## Simbolizam u Hrvatskoj
U Hrvatskoj se simbolizam razvio početkom 1890-ih. U hrvatskoj književnosti elementi simbolizma izraženi su u djelima A. G. Matoša i V. Vidrića. Začetnik simbolizma u hrvatskoj umjetnosti bio je Bela Čikoš-Sesija, a zamjetan je kod R. Auera, V. Bukovca te osobito skupine Medulić, koja je nadahnuće pronalazila u nacionalnoj epici (Tomislav Krizman, Miroslav Rački, Emanuel Vidović, Ivan Meštrović i Toma Rosandić). Uz Meštrovića, najznačajniji kipar hrvatskog simbolizma bio je Robert Frangeš-Mihanović.

## Poveznice
- Modernizam (književnost)

## Vanjske poveznice
- Hrvatska moderna  Arhivirana inačica izvorne stranice od 28. lipnja 2017. (Wayback Machine), hrvatskijezik.eu; pristupljeno 25. rujna 2017.
- Francuski simbolisti[neaktivna poveznica], brodarica.net; pristupljeno 25. rujna 2017.